# Una alegre compañía a orillas del río Rímac
Una alegre compañía a orillas del río Rímac es una pintura al óleo creada en aproximadamente 1800 por un anónimo en los tiempos del Virreinato del Perú. Actualmente pertenece al Museo Brooklyn.

## Descripción
La obra de autoría anónima rompe los estándares clásicos del arte colonial español, que en su mayoría de veces se limitaba a retratar personajes o episodios religiosos del cristianismo occidental. Se considera que fue mandada a elaborarse por algún rico terrateniente peninsular o criollo que la tenía como decoración secular en unas de sus propiedades en la Ciudad de los Reyes (actual Lima).
La obra describe un escenario típico del sistema de castas colonial que existía en el Imperio español, entre criollos, castellanos peninsulares, indios y negros:

Aquí, en los terrenos de una finca, un grupo multirracial de españoles, africanos, mestizos y nativos americanos beben, bailan y coquetean a lo largo de las orillas del río Rímac, la principal vía fluvial del oeste de Perú.

El contexto del escenario es de riqueza y lujo de la América española, debido a los ingresos altos que obtenían mediante el comercio continental por parte de varios personajes, y que les permitía estar conectados a los socialites de Europa.
Las dimensiones son el marco de 26 x 35 1/2 pulgadas. (66 x 90,2 cm).

## Historia

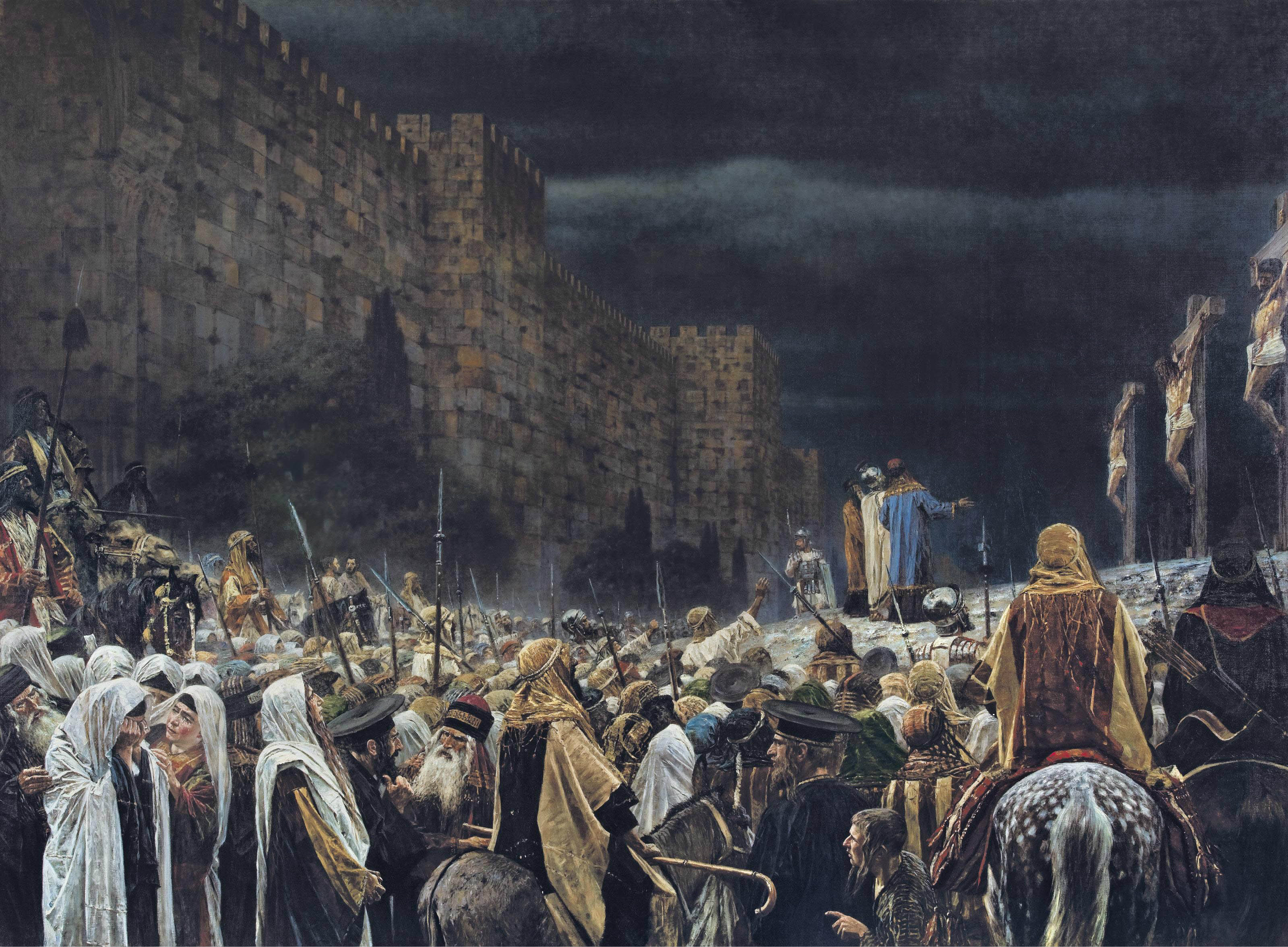
Crucifixión de los romanos, 1837.

Creado en algún punto del siglo XVIII por un aristócrata virreinal peruano; que por algún motivo acabó en las manos de la colección privada de John W. Brown en los Estados Unidos, con la muerte de Brown, su esposa Lilla Brown, decide entregar la obra al Museo Brooklyn. El patronato del museo adquirió los fondos necesarios para esa acción con la venta de La Crucifixión por los romanos (1887) de Vasily Vereshchagin mediante subasta, la adquisición formal se dio el 21 de junio de 2012.
En enero de 2014 la obra fue la estrella de la exposición «Behind Closed Doors: Power and Privilege in the Spanish American Home, 1492-1898», para luego pasar a recorrer otros museos locales de Estados Unidos.